# 1975 en Ontario
Chronologie de l'Ontario
- 1971
- 1972
- 1973
- 1974
- 1975
- 1976
- 1977
- 1978
- 1979

Cette page concerne des événements d'actualité qui se sont produits durant l'année 1975 dans la province canadienne de l'Ontario.

## Politique
- Premier ministre : Bill Davis du parti progressiste-conservateur de l'Ontario
- Chef de l'Opposition :
- Lieutenant-gouverneur :
- Législature :

### Juillet

Le Drapeau franco-ontarien

## Événements

### Septembre
- 25 septembre : Gaétan Gervais, professeur d'histoire à l'Université Laurentienne et Michel Dupuis, étudiant en sciences politiques de première année à l'Université de Sudbury créent le drapeau franco-ontarien qui est déployé officiellement.

## Décès
- 25 janvier : Charlotte Whitton, 46e maire d'Ottawa (° 8 mars 1896).
- 11 avril : Thomas Crerar, député fédéral de Marquette (1917-1925) et de Churchill (1935-1945) (° 17 juin 1876).
- 13 juin : Merrill Denison (en), dramaturge (° 23 juin 1893).
- 12 décembre : Roy Kellock, juge (° 18 novembre 1893).